# Joševa (gmina Ub)
Joševa (cyr. Јошева) – wieś w Serbii, w okręgu kolubarskim, w gminie Ub. W 2011 roku liczyła 416 mieszkańców.